# Подскарбий
Подска́рбий (пол. Podskarbi) — чин в Речи Посполитой, соответствующий нынешнему казначею. Существовали должности  подскарбия великого коронного, заведовавшие финансами и государственным имуществом и носившие звание сенаторов; подскарбии коронные, выдававшие королевские сокровища и осуществляли чеканку и выпуск в обращение монеты, как руководитель государственного монетного двора; подскарбии надворные, заместители и помощники подскарбиев коронных.